# Словинський потік
Словинський потік (словац. Slovinský potok) — річка в Словаччині, права притока Горнаду, протікає в окрузі Списька Нова Весь.
Довжина — 17-17,1 км. Витік знаходиться в масиві Воловські гори — на висоті близько 1060 метрів — схил гори Буковець. Впадає Порачський потік. Протікає територією села Словінки і міста Кромпахи.
Впадає в Горнад на висоті приблизно 361 метр.